# Molina Aterno
Molina Aterno község (comune) Olaszország Abruzzo régiójában, L’Aquila megyében.

## Fekvése
A megye északi részén fekszik. Határai: Acciano, Castelvecchio Subequo, Raiano, San Benedetto in Perillis, Secinaro és Vittorito.

## Története
A település a 10-11. században alakult ki Gorina Valli néven. A következő századokban nemesi birtok volt. Önállóságát a 19. század elején nyerte el, amikor a Nápolyi Királyságban felszámolták a feudalizmust. Mai nevét 1899-ben vette fel, utalva, hogy a 14. század elején Rainaldo da Molina hűbérbirtoka volt, illetve utalva, hogy az Aterno völgyében épült ki. 

## Népessége
A népesség számának alakulása:

## Főbb látnivalói
- Santa Maria del Colle-templom
- San Nicola-templom
- Palazzo Piccolomini